# Copa de Austria 2014-15
La Copa de Austria 2014/15 ( alemán: ÖFB-Samsung Cup ) es la edición 81 de la Copa de Austria. Empezó el 11 de julio de 2014 con los partidos de la Ronda 1 y se concluirá con la final el 3 de junio de 2015.

## Ronda 1
| Fecha               | Equipo Local            | Resultado | Equipo Visitante         |
| ------------------- | ----------------------- | --------- | ------------------------ |
| 11 de julio de 2014 | FC Hard                 | 1:2       | SC Ritzing               |
|                     | SC Schwaz               | 1:4       | SK Sturm Graz            |
|                     | SC Kalsdorf             | 5:6 n.E.  | TSV Hartberg             |
|                     | SC/ESV Parndorf         | 2:3       | SV Ried                  |
|                     | SV Wallern              | 6:4 n.E.  | Union St. Florian        |
|                     | SC Weiz                 | 2:4       | Wolfsberger AC           |
|                     | ATSV Wolfsberg          | 2:1       | FC Dornbirn              |
|                     | WSG Wattens             | 2:4 n.V.  | SCR Altach               |
|                     | SV Seekirchen           | 1:4       | LASK Linz                |
|                     | SV Schwechat            | 1:4       | Floridsdorfer AC         |
|                     | FC Lendorf              | 0:7       | FC Admira Wacker Mödling |
|                     | ASK Kottingbrunn        | 0:7       | SV Kapfenberg            |
|                     | SK Austria Klagenfurt   | 1:3       | SK Vorwärts Steyr        |
|                     | SKU Amstetten           | 0:1 n.V.  | SK Rapid Viena           |
|                     | First Vienna FC         | 0:6       | FK Austria Viena         |
| 12 de julio de 2014 | ATSV Ober-Grafendorf    | 1:4       | FC Lankowitz             |
|                     | 1. SC Sollenau          | 1:10      | Red Bull Salzburg        |
|                     | Union Gurten            | 0:6       | SC Wiener Neustadt       |
|                     | VfB Hohenems            | 5:1       | USC Eugendorf            |
|                     | FC Kitzbühel            | 5:1       | SC Retz                  |
|                     | Wiener Sport-Club       | 3:2       | SC Austria Lustenau      |
|                     | FC Höchst               | 1:2       | SV Mattersburg           |
|                     | SV Wimpassing           | 0:3       | SV Horn                  |
|                     | SR Donaufeld            | 1:3 n.V.  | FC Wacker Innsbruck      |
|                     | TSV St. Johann          | 3:0       | ASV Spratzern            |
|                     | SC Neusiedl/See         | 5:1       | TSV Neumarkt             |
|                     | SV Grün-Weiß Micheldorf | 2:1       | SV Allerheiligen         |
|                     | SAK Klagenfurt          | 1:4       | SV Lafnitz               |
| 13 de julio de 2014 | FC Gleisdorf 09         | 1:2       | FC Kufstein              |
|                     | Admira Landhaus         | 0:8       | SKN St. Pölten           |
|                     | SV Leobendorf           | 1:7       | SV Grödig                |
|                     | SV Austria Salzburg     | 2:0       | FC Blau-Weiß Linz        |

## Ronda 2
| Fecha                    | Equipo Local            | Resultado | Equipo Visitante         |
| ------------------------ | ----------------------- | --------- | ------------------------ |
| 22 de septiembre de 2014 | FC Lankowitz            | 0:3       | LASK Linz                |
| 23 de septiembre de 2014 | FC Kufstein             | 1:6       | Floridsdorfer AC         |
|                          | SV Grün-Weiß Micheldorf | 0:4       | SV Mattersburg           |
|                          | SC Neusiedl/See         | 1:4       | SV Kapfenberg            |
|                          | SV Lafnitz              | 0:2       | TSV Hartberg             |
|                          | TSV St. Johann          | 6:7 n.E.  | SKN St. Pölten           |
|                          | SC Ritzing              | 2:0       | SV Horn                  |
|                          | ATSV Wolfsberg          | 0:3       | FC Wacker Innsbruck      |
|                          | SV Ried                 | 0:1       | Wolfsberger AC           |
|                          | SK Vorwärts Steyr       | 0:2       | SV Grödig                |
|                          | SV Austria Salzburg     | 0:5       | SK Sturm Graz            |
| 24 de septiembre de 2014 | SV Wallern              | 0:1       | SK Rapid Viena           |
|                          | FC Kitzbühel            | 0:5       | FK Austria Viena         |
|                          | VfB Hohenems            | 0:5       | SCR Altach               |
|                          | SC Wiener Neustadt      | 7:5 n.E.  | FC Admira Wacker Mödling |
|                          | Wiener Sport-Club       | 1:12      | Red Bull Salzburg        |

## Ronda 3 (octavos de final)
| Fecha                 | Equipo Local        | Resultado | Equipo Visitante   |
| --------------------- | ------------------- | --------- | ------------------ |
| 28 de octubre de 2014 | Wolfsberger AC      | 3:2       | SC Wiener Neustadt |
|                       | SC Ritzing          | 1:2       | Floridsdofer AC    |
|                       | TSV Hartberg        | 0:6       | FK Austria Viena   |
| 29 de octubre de 2014 | FC Wacker Innsbruck | 1:2 n.V.  | Red Bull Salzburg  |
|                       | SCR Altach          | 5:3 n.E.  | SV Mattersburg     |
|                       | SV Kapfenberg       | 5:3       | LASK Linz          |
|                       | SKN St. Pölten      | 0:1       | SV Grödig          |
|                       | SK Rapid Viena      | 1:0       | SK Sturm Graz      |

## Ronda 4 (cuartos de final)
| Fecha              | Equipo Local   | Resultado | Equipo Visitante  |
| ------------------ | -------------- | --------- | ----------------- |
| 7 de abril de 2015 | Wolfsberger AC | 2:1       | SK Rapid Viena    |
|                    | SV Grödig      | 2:1       | Floridsdorfer AC  |
| 8 de abril de 2015 | SV Kapfenberg  | 0:2       | FK Austria Viena  |
|                    | SCR Altach     | 0:4       | Red Bull Salzburg |

## Ronda 5 (Semifinales)
| Fecha               | Equipo Local   | Resultado | Equipo Visitante  |
| ------------------- | -------------- | --------- | ----------------- |
| 28 de abril de 2015 | SV Grödig      | 0:2       | Red Bull Salzburg |
| 29 de abril de 2015 | Wolfsberger AC | 0:3       | FK Austria Viena  |

## Ronda 6 (Final)
| Fecha              | Equipo Local      | Resultado | Equipo Visitante |
| ------------------ | ----------------- | --------- | ---------------- |
| 3 de junio de 2015 | Red Bull Salzburg | 2-0       | FK Austria Viena |

## Goleadores
| #  | Jugador          | Club              | Nacionalidad | Goles |
| -- | ---------------- | ----------------- | ------------ | ----- |
| 1. | Marcel Sabitzer  | Red Bull Salzburg | Austria      | 7     |
| 2. | Alan Carvalho    | Red Bull Salzburg | Brasil       | 7     |
| 3. | Jonathan Soriano | Red Bull Salzburg | España       | 6     |

- Datos: Q18125471
- Multimedia: 2014–15 Austrian Cup / Q18125471